# Феминизм по-украински
Феминизм по-украински (укр. Фемінізм по-українськи) — мюзикл, созданный в 1998—2008 гг. Алексеем Коломийцевым (либретто и музыка) по водевилю «Бой-баба» (укр. Бой-жінка) Г. Квитки-Основьяненко.

## Сюжет
Сюжетная линия трансформирована в либретто и адаптирована к проблемам современного общества, представляет собой историю о том, как жена с помощью своего брата-улана решила проучить мужа-ревнивца с довольно неожиданной концовкой.

## История создания
В 2009 году «Феминизм по-украински» был поставлен силами Днепродзержинского музыкально-драматического театра. В постановке принимали участие:
- автор, композитор, режиссёр и художник-постановщик — Алексей Коломийцев;
- художник по костюмам — Татьяна Чухрий;
- балетмейстер — Наталья Клишина;
- хормейстер — Ирина Шульга.

В главных ролях: Анна Бахмут, Юлия Загальская, Светлана Комарова, Александр Нагорный, Эдуард Тесленко, Владислав Таранов, Валентина Галенко, Наталья Шарай. Всего в спектакле занято около сорока артистов.

## Реакция
По своим художественным качествам мюзикл «Феминизм по-украински» являет собой один из лучших образцов современного украинского музыкального театра. В многочисленных рецензиях в СМИ («2000» и др.), «Феминизм по-украински» по праву окрестили первым национальным украинским мюзиклом. Автором постановка была обозначена как мюзикл+.
На фестивале «Сичеславна-2009» мюзикл был признан лучшим по семи номинациям (лучшая музыка, лучшая режиссура, лучший музыкальный спектакль, лучшая сценография, лучшая пластика, лучшая женская роль и лучшая мужская роль), на фестивале академических театров «Данаприс-2009» — получил приз за сценографию. В 2010 году «Феминизм по-украински» был номинирован на Национальную премию Украины имени Тараса Шевченко.